# Metawithius nepalensis
Espèce
Synonymes
- Withius nepalensis  Beier, 1974

Metawithius nepalensis est une espèce de pseudoscorpions de la famille des Withiidae.

## Distribution
Cette espèce est endémique du Népal.

## Systématique et taxinomie
Cette espèce a été décrite sous le protonyme Withius nepalensis par Beier en 1974. Elle est placée dans le genre Metawithius par Harvey en 2015.

## Étymologie
Son nom d'espèce, composé de nepal et du suffixe latin -ensis, « qui vit dans, qui habite », lui a été donné en référence au lieu de sa découverte, le Népal.

## Publication originale
- Beier, 1974 : Pseudoscorpione aus Nepal. Senckenbergiana Biologica, vol. 55, no 4/6, p. 261-280.